# 矢部浩之
矢部浩之（1971年10月23日—），日本男性搞笑藝人，漫才師，男演員，吉本興業旗下「NINETY-NINE」二人組之一。夥伴為岡村隆史。
生於日本大阪府吹田市。血型A型，身高172公分。大阪府茨木西高校畢業。
配偶是前TBS的播報員青木裕子。

## 經歷
- 1971年出生於大阪府吹田市。父親是計程車司機。家裡有5人，3個小孩，矢部浩之排行老二。長他兩歲的哥哥矢部美幸現在是藝能公司社長，還有一位弟弟龍宏比矢部小十四歲。小時候家境貧窮，過節時曾有債主上門討債。
- 1978年吹田東幼稚園畢業，進入吹田東小學校就讀。
- 1984年進入吹田市第五中學校就讀，整天都在踢足球，也練習空手道。
- 1987年進入大阪府茨木西高校，進入足球社。當時社內有高兩屆的哥哥矢部美幸，還有高一屆的學長岡村隆史。
- 1990年茨木西高校畢業，報名甲子園大學、佛教大學入學考試，但是沒有通過考試落榜。當年岡村重考大學，考上立命館大學夜間部，矢部慫恿岡村一起組成99，參加吉本總合藝能學院（通稱NSC）第九期訓練。為此岡村的父親有很多年對矢部一直不能諒解。
- 矢部的英文不好。最有名的笑話發生在搭國際線飛機時，空姐詢問「魚或肉（fish or meat）?」矢部認為salmon（鮭魚）就是Japanese shake，講出來是sake（日本酒），空姐就送來一瓶酒，不是矢部要的魚。
- 主持廣播節目時，談到電影，矢部常會講出與話題沒有相關的話。電影看不多，老是談到「南極物語」。
- 矢部的頭髮是咖啡色，是因為長白髮去染髮的原因。原來的牙齒乳牙參差不齊，2000年時整理牙齒，成為現在整齊模樣。
- 「新娘犯太歲」是矢部繼「天氣預報的戀人」之後六年再次演出。角色公佈時，眾人覺得意外，本人也覺得受寵若驚。因為這是矢部第一次擔任男主角。以前的演出都是擔任配角。新娘犯太歲還為矢部一口關西腔，修改劇情內容為男主角曾經到大阪工作三年，因而說起關西腔。
- 主持節目時，矢部通常站在左邊，擔任發問誘導的角色。而夥伴岡村站在右邊，回答問題。觀眾常感覺矢部和岡村的工作勞逸不均，岡村說了大部份的話，矢部較少說話，站在旁邊東張西望。
- 矢部的特色是冷靜，不容易生氣，不過吵架時也缺乏戰鬥力。

## 參與節目
- 星期二：【99＋】 23時58分〜24時29分（NTV）（2007年10月2日〜）
- 星期四：【GURU GURU 99】19時〜20時（NTV）

其中「ゴチになります!」的Leader是矢部浩之
- 星期六：【めちゃ×2イケてるッ!】 19時57分〜20時54分（CX）

節目Leader是矢部浩之
- 星期日：【やべっちFC】 23時30分～24時15分（ANB）(只有矢部個人)

## 參演劇集
- 1995.4 TBS【六月新娘】(飾坂井友則)
- 2000.4 CX【天氣預報的戀人】(飾田口正二)
- 2006.07.06~09.21 TBS【新娘厄運年】(台譯新娘犯太歲) (飾安土一郎)

## 參演電影
- 岸和田少年愚連隊 1996年
- 無問題 1999年 友情演出
- 東京快遞（日语：メッセンジャー (映画)） 1999年 (橫田重一)